# Distretto di Legionowo
Il distretto di Legionowo (in polacco powiat legionowski) è un distretto polacco appartenente al voivodato della Masovia.

## Geografia antropica

### Suddivisioni amministrative
Il distretto comprende 5 comuni.
- Comuni urbani: Legionowo
- Comuni urbano-rurali: Serock
- Comuni rurali: Jabłonna, Nieporęt, Wieliszew